# Camponotus compressus
Camponotus compressus (englisch black ant oder common black ant) ist eine südasiatische Art der Ameisengattung Rossameisen (Camponotus) aus der Unterfamilie der Schuppenameisen (Formicinae).

## Merkmale
Die Ameisen sind schwarz, was im Englischen namensgebend für die Ameisen (Formicidae) ist. Die Größe der Arbeiterinnen variiert zwischen 6 und 16 Millimeter. Damit gehören sie in ihrem Verbreitungsgebiet zu den größten Ameisen. Sie tragen relativ große Augen, besitzen bräunliche Beine und Antennen und einen auffallend glänzenden Hinterleib.
Fünf Kasten werden unterschieden: Königinnen, Männchen und drei nicht fortpflanzungsfähige Arbeiterinnen, entsprechend ihrer Größe in Englisch benannt: major, media und minor.

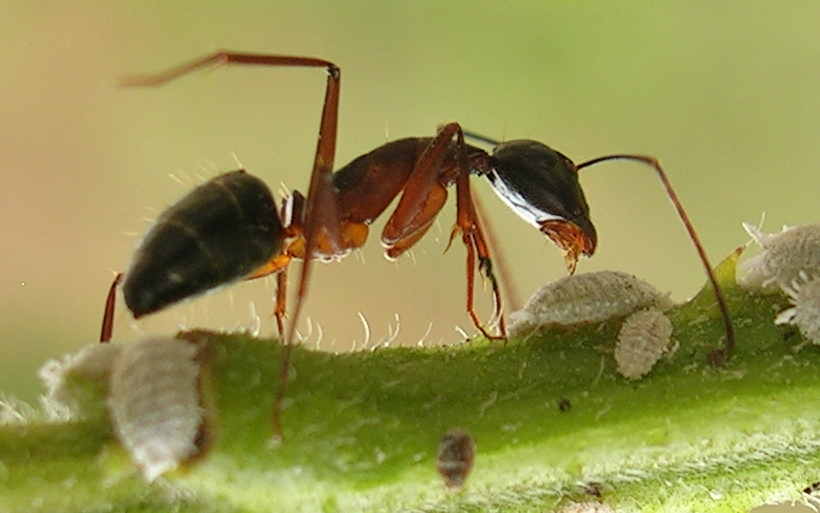
Arbeiterin der Camponotus compressus bei der Pflege von Schildläusen

## Lebensweise

### Ernährung
Camponotus compressus bevorzugt Saccharose und ist (wie viele Ameisen) aphidophil, das heißt, sie leben mit Schildläusen und anderen Schnabelkerfen (Hemiptera) in Trophobiose und nehmen deren zuckerhaltige Absonderungen (Honigtau) zur Ernährung. Im Gegenzug pflegen sie ihre myrmekophilen Gäste, z. B. verteidigen sie gegen Marienkäfer. Häufig treten Camponotus compressus in Toiletten auf, denn bei Zuckermangel verzehren sie Harnstoff.
Als Trophobionten sind bekannt:
- Cardiococcus bivalvata Green (Napfschildläuse, Coccidae)
- Nipaecoccus viridis (Newstead) (Schmierläuse, Pseudococcidae)
- Leptocentrus longispinus Dist. (Buckelzirpen, Membracidae)
- Oxyrachis tarandus Fabr. (Buckelzirpen, Membracidae)

### Sozialleben
Camponotus compressus sind wie die meisten Ameisen staatenbildend, ihre Staaten sind jedoch sehr groß und die Arbeiterinnen legen bei der Futterbeschaffung große Entfernungen zurück. Bevor sie sexuell aktiv waren, sind Königinnen und Männchen tagesrhythmisch aktiv. Befruchtete Weibchen verhalten sich während der Eiablage arhythmisch. Die großen Arbeiterinnen (major) sind nachtaktiv, während die mittelgroßen (media) nur zu 75 % nachtaktiv sind.

### Biwakfloß
Camponotus compressus können Gewässer oder Monsunüberflutungen mittels Floßen überwinden, indem sich die weiblichen Einzeltiere und Larven mit ihren Beinen und Körpern verketten.

## Verbreitung
Camponotus compressus kommt in Indien und Südostasien vor und wurde durch Menschen in die Vereinigten Arabischen Emirate eingeschleppt. In Indien gehören sie zu den häufigsten Ameisen.

## Systematik
Elf Unterarten wurden beschrieben:
1. C. c. brullei (Smith, 1858)
2. C. c. compressus (Fabricius, 1787)
3. C. c. cosensis  Finzi, 1930
4. C. c. irakensis Menozzi, 1927
5. C. c. martensi Forel, 1907
6. C. c. nitens Bernard, 1953
7. C. c. occipitalis Stitz, 1917
8. C. c. probativus Santschi, 1921
9. C. c. pupillus Santschi, 1939
10. C. c. rectinotus Santschi, 1921
11. C. c. symiensis Forel, 1910